# 二鬼子
二鬼子或二本鬼子，最初是中國抗日戰爭時期滿洲國人對以日本僑民身分移民東北的朝鮮人、朝鮮籍日本兵、朝鮮警察官以及伪军的蔑稱。二鬼子的由來是，當時將日本人稱為日本鬼子，而為日本鬼子效力負責管制中國人的朝鮮兵就稱為二鬼子。現代多泛指出賣中國利益的人。
现在也有指代，游戏中出卖盟友而毫无底线的人。